# Municipio de Wilmington (Carolina del Norte)
El municipio de Wilmington (en inglés: Wilmington Township) es un municipio ubicado en el  condado de New Hanover en el estado estadounidense de Carolina del Norte. En el año 2010 tenía una población de 106.476 habitantes.

## Geografía
El municipio de Wilmington se encuentra ubicado en las coordenadas 34°13′1.5″N 77°53′42.87″O / 34.217083, -77.8952417.